# Вазген I
Вазген I (на арменски: Վազգեն Ա, със светско име Левон Палчя, (3 октомври 1908 – 18 август 1994) е 130-ият католикос на всички арменци (1955 – 1994) от Арменската апостолическа църква, издигнат на този пост през 1955 г.

## Биография
Роден е в Букурещ, Румъния през 1908 г.
През 1936 завършва факултета по литература и философия на университета в Букурещ.
В периода 1929 – 1943 преподава в арменско училище в Букурещ. Играе важна роля в сближението на арменците, живеещи зад граница, със Съветска Армения.
Умира в Ереван през 1994 г.